# Zorzines vicksburgi
Zorzines vicksburgi är en fjärilsart som beskrevs av Frederick H. Rindge 1985. Zorzines vicksburgi ingår i släktet Zorzines och familjen nattflyn. Inga underarter finns listade i Catalogue of Life.